# Allotinus mallikrates
Allotinus mallikrates är en fjärilsart som beskrevs av Hans Fruhstorfer 1913. Allotinus mallikrates ingår i släktet Allotinus och familjen juvelvingar. Inga underarter finns listade i Catalogue of Life.